# George William Foote

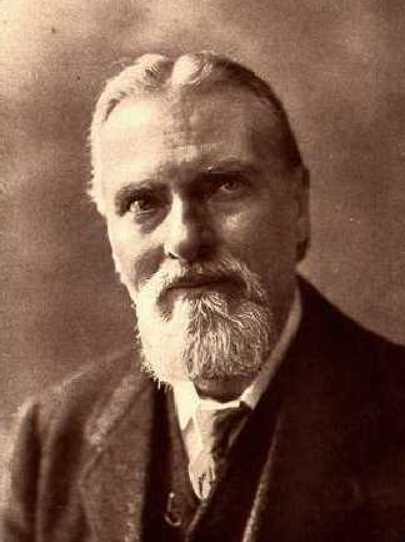
George William Foote

George William Foote (* 11. Januar 1850 in Plymouth; † 17. Oktober 1915) war ein englischer Schriftsteller und Vertreter des Säkularismus, der mit seinem Einsatz gegen die Vorherrschaft der Kirche auch eine Gefängnisstrafe in Kauf nahm.

## Leben
Im Jahr 1868 zog Foote nach London und wurde bald Anhänger von Säkularismus, Freidenkertum und Republikanismus. Er trat der Young Men’s Secular Association und der National Secular Society bei und leistete Beiträge zum National Reformer von Charles Bradlaugh. Im Jahr 1877 trat er der British Secular Union bei, die sich wegen Bradlaughs Führungsstil gründete. Foote versöhnte sich später jedoch mit Bradlaugh. Foote arbeitete mit George Jacob Holyoake zusammen. 1881 startete Foote The Freethinker, eine heute noch existierende Publikationsreihe. Wegen einiger seiner Äußerungen wurde er wegen Blasphemie zu einer Gefängnisstrafe verurteilt.

## Werk (Auswahl)
- Prisoner for Blasphemy (1886)

| Personendaten    | Personendaten                                            |
| ---------------- | -------------------------------------------------------- |
| NAME             | Foote, George William                                    |
| KURZBESCHREIBUNG | englischer Schriftsteller und Vertreter des Säkularismus |
| GEBURTSDATUM     | 11. Januar 1850                                          |
| GEBURTSORT       | Plymouth                                                 |
| STERBEDATUM      | 17. Oktober 1915                                         |